# 리병삼
리병삼(李炳三, 1935년 7월 1일 ~ )은 조선민주주의인민공화국의 군인 겸 정치인이다. 조선인민군 상장으로 조선인민내무군 정치국 국장 겸 당 중앙위원 겸 정치국 후보위원이다.

## 경력
1992년 4월 인민군 중장, 1999년 4월 인민군 상장으로 각각 진급했다. 2009년 9월 인민보안성 정치국 국장을 거쳐 2010년 4월 조선인민내무군 정치국 국장에 임명되었다. 2010년 9월, 조선로동당 중앙위원회 위원에 선임되었다. 2012년 4월 11일 열린 조선로동당 제4차당대표자회에서 당 중앙정치국 후보위원으로 선출되었다.

## 최고인민회의 대의원
1998년 최고인민회의 제10기와 제11기 대의원을 지냈다.

## 수훈
2011년 10월, 노력영웅 칭호를 받았다.

## 기타
1997년 최광, 2010년 조명록, 2011년 김정일 사망 당시에 국가장의위원회 위원을 맡았다.